# 沙鲁尔杖
沙鲁尔杖（Sharur）是意味“千钧之击”的武器，尼努尔塔神（Ninurta）的神话象征。苏美尔神话描述它为一种能讲话的钉头杖。据认为它可能是其他神话中（如亚瑟王传说）所出现的类似武器的前身。

## 神话中的作用与威力
沙鲁尔杖能不受阻碍地远距飞行并能与主人进行沟通。传说，沙鲁尔杖在尼努尔塔与恶魔阿萨各（Asag）的交战中起到了极为重要的作用，尼努尔塔正是用它打败这位可怕的恶魔。
该神话被最完整地吸收到《鲁戈尔-埃》(Lugal-e)史诗中，英语译为《尼努尔塔（武士之王）的功勋》。 根据该文献，沙鲁尔杖在战斗中的作用不仅是作为一件武器，它还能向英雄提供关键的消息，充当恩利勒神与尼努尔塔间的信使，执行前者的指示，包括杀掉在巴比伦受到崇拜的远古蛇神-造物主“库尔”（Kur）的命令及打败阿萨各的策略。库尔与群山（札格罗斯山脉）和原初元素有关系。

## 能力
除了上述所讲的飞行、与主人沟通的能力外，沙鲁尔杖也能变成翼狮的形状，苏美尔和阿卡德传说中最常见的形象。

## 另请参阅
- 神剑
- 圣剑杜兰德尔
- 神话武器列表（英语：List of mythological weapons）
- 雅撒库（英语：Asakku）
- 雷神之锤

## 脚注
1. ↑  Black, J.A., G. Cunningham, E. Robson, G. Zolyomi. . Oxford. 1998  [2014-08-06]. （原始内容存档于2018-12-30）.
2. ↑  Black, J.A., G. Cunningham, E. Robson, G. Zolyomi. . Oxford. 1998  [2014-08-06]. （原始内容存档于2019-04-04）.
3. ↑  . Article90.learningthroughstories.net. 2011-10-06  [2012-07-07]. （原始内容存档于2011-07-16）.